# いとうめぐみ
いとう めぐみは、東京都出身の女優、舞台俳優である。2001〜2004年渡英。テアトル・ド・コンプリシテ（現コンプリシテ）のワークショップ参加などを経て帰国。

## 出演
- 今井朋彦演出『わが町』静岡県舞台芸術センター
- 野田秀樹演出『パイパー』野田地図
- 宮城聰演出『ハムレット』
- オマール・ポラス演出『ドン・ファン』静岡県舞台芸術センター
- 木内宏昌演出『ミステリアブッフ』TPT（シアタープロジェクト・東京）
- ピチェ・クランチェン振付・演出『テーパノン』